# Si vis pacem, para bellum
Si vis pacem, para bellum (на латински: Ако искаш мир, готви се за война) е латинска фраза, чието авторство се приписва на Платон (Закони VIII) и на римския историк Корнелий Непот (Epaminondas 5, 4.; жизнеописание на тиванския пълководец от 4 век пр.н.е. Епаминонд).
Военният историк Флавий Вегеций Ренат (ок. 400 г.) описва израза в увода на своето произведение De re militari, книга 3:
„Qui desiderat pacem, bellum praeparat“
„Който желае мир, подготвя войната“
Пистолетът Парабелум, разработен от Георг Люгер през 1900 г., е наречен на последните две думи от пословицата. От него произлиза хумористичната фразa: „Искаш мир – готов за парабелум“.
Употреба на израза:
- Наполеон: Si vis bellum para pacem
- 1907 г.: Si vis pacem para pactum
- 1914, 1915, 1918 г.: Si vis pacem fac bellum
- 19 и 20 век от пацифистите и Богдан Филов : Si vis pacem para pacem